# Bolsillo

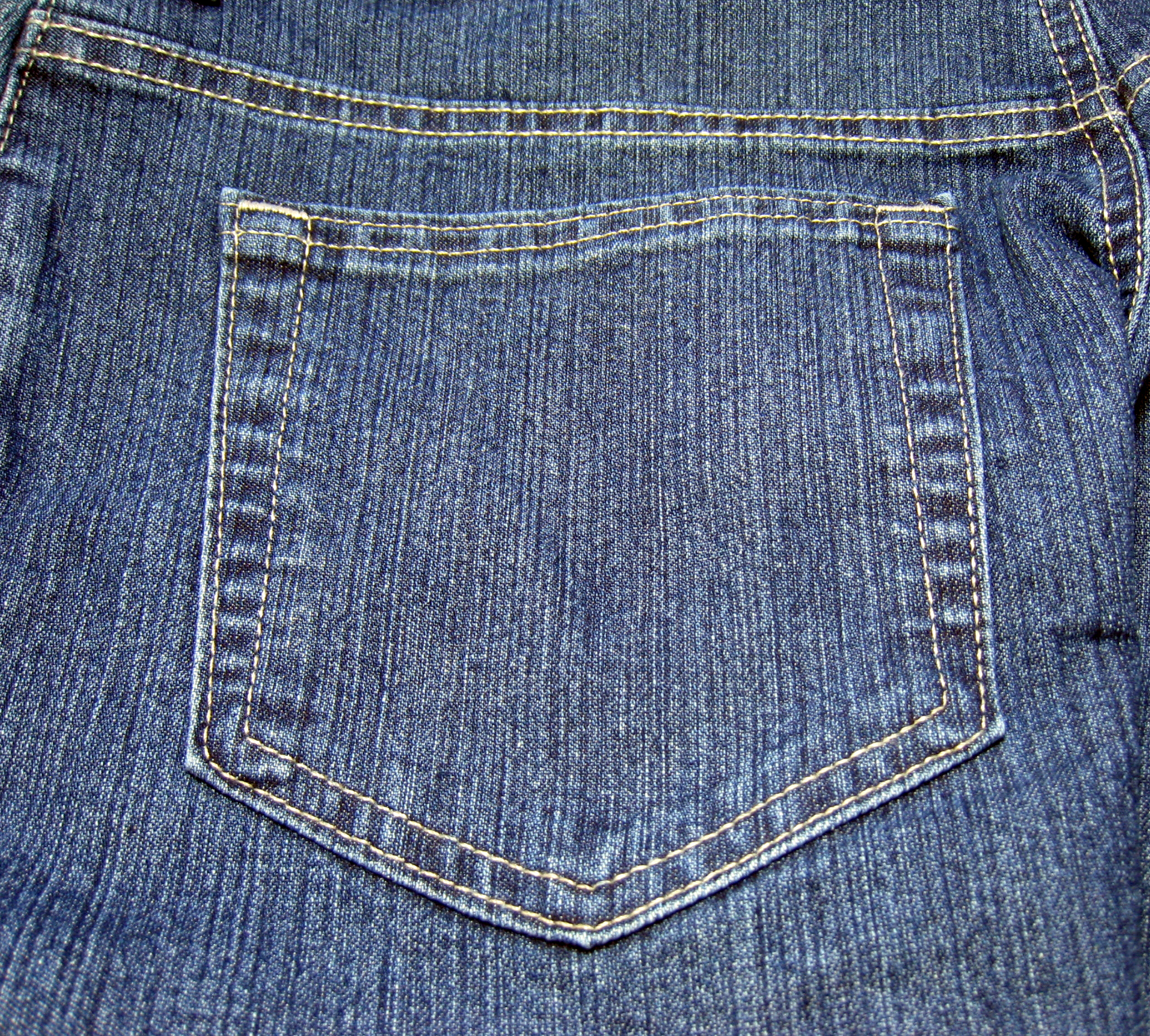
Bolsillo en unos vaqueros

Etimológicamente, un bolsillo es un pequeño bolso.
El bolsillo típico es un trozo de tela en forma de bolsa cosido por dentro a una ranura de una prenda de vestir; la ranura puede ser simple o estar protegida con un cubrebolsillos o una solapa. También puede proveerse de un sistema de apertura y cierre, como la cremallera, el botón o su análogo prehistórico, el cuerno que impiden que salgan con facilidad los objetos guardados por uno mismo o por terceras personas.
La función principal del bolsillo es guardar objetos de pequeño tamaño de manera que estén a mano cuando se necesiten; esto último está muy ligado al propio concepto de bolsillo, que suele tener el tamaño de aproximadamente una mano, y estar al alcance de esta.
Otro tipo de bolsillo consiste en una bolsa cosida a la ropa por fuera, sin ranura en la misma. Este tipo de bolsillo típicamente es más cómodo al sobresalir de la silueta, sin comprimir la tela de la vestimenta el contenido del bolsillo contra el talle de su dueño. También los de tamaño menor, con el fin de alojar unas monedas, un encendedor...

## Objetos de bolsillo

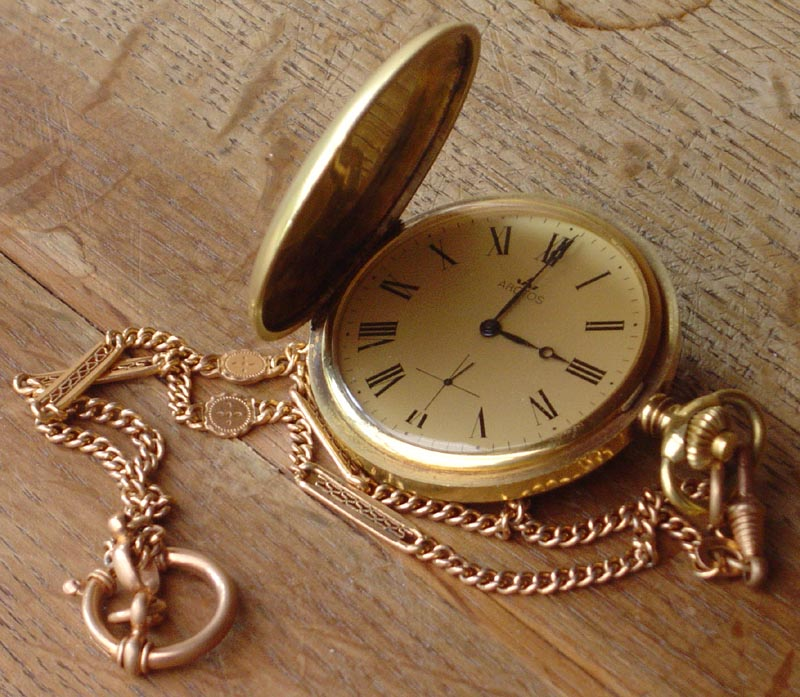
Reloj de bolsillo

Existen multitud de objetos denominados "de bolsillo", por tener como característica unas dimensiones y diseño orientado a guardarlo en éstos, caber en la palma de una mano o portarse con uno mismo con facilidad. Entre otros están:
- Los ordenadores, calculadoras, radios de bolsillo
- Los libros, cuadernos, agendas, calendarios de bolsillo
- Los relojes, encendedores de bolsillo
- Las armas, herramientas de bolsillo

## El protegebolsillo
El protegebolsillo es un pequeño capuchón cóncavo de material resistente y flexible (típicamente plástico no rígido o hule), destinado a proteger, normalmente, el bolsillo del pecho de la camisa de pintadas de bolígrafos y plumas.
- Datos: Q321767
- Multimedia: Pockets / Q321767